# الخياطة (رواية)
الخياطة (بالإنجليزية: The Dressmaker)‏ هي رواية للكاتبة الإنجليزية بيريل بينبريدج، نشرت عام 1973، لأول مرة عن دار نشر داكوورث.